# Clusia guaviarensis
Clusia guaviarensis är en tvåhjärtbladig växtart som beskrevs av José Cuatrecasas. Clusia guaviarensis ingår i släktet Clusia och familjen Clusiaceae. Inga underarter finns listade i Catalogue of Life.